# Gewone zeepok
De gewone zeepok (Semibalanus balanoides) is een zeepokkensoort uit de familie Archaeobalanidae. De wetenschappelijke naam van de soort werd in 1758 gepubliceerd door Carl Linnaeus.

## Leefwijze
Deze zeepok weerstaat de vrieskou van zijn habitat en kan 's zomers bij laagtij zonder problemen negen uur droogvallen.

## Kenmerken
Deze zeepok is vrij klein. Hij is haast nooit groter dan 10 mm, maar kan soms tot 15 mm groot worden. Het huisje van de zeepok heeft zes wandplaten van kalk. De wandplaten zijn glad, maar kunnen bij grote exemplaren geribbeld zijn. De hoogte van de zeepok is afhankelijk of de pok bij het groeien met dringen. De zeepok heeft een karakteristieke trapvormig lijn met rechte hoeken dwars over de sluitplaten. De bodem van de zeepok heeft geen kalk.

## Verspreiding en leefgebied
Deze soort komt voor in Noord-Europa en beide kusten van Noord-America.